# Ōtomo no Sakanoue no Iratsume
Ōtomo no Sakanoue no Iratsume (jap. 大伴坂上郎女; ok. 695 – po 750) – japońska poetka okresu Nara.
Siostra przyrodnia Ōtomo no Tabito, która po śmierci jego żony prowadziła mu dom na Kiusiu i matkowała jego synowi Ōtomo no Yakamochi (który w późniejszych latach poślubił jej córkę). Gdy Ōtomo no Tabito zmarł, jego siostra przejęła de facto funkcję głowy rodu, do czasu pełnoletniości Yakamochi, podtrzymując też poetyckie tradycje rodziny Ōtomo.
Jej twórczość pozostawała pod silnym wpływem poetów z Kiusiu, zwłaszcza jej brata i Yamanoue no Okury, którzy stworzyli nowe formy poetyckie, przeznaczone raczej do czytania niż do recytacji i słuchania, będące połączeniem form chińskich i japońskich. Większość wierszy damy Ōtomo dotyczy miłości (była trzykrotnie zamężna), a także bliskich związków między nią a jej córkami, ale pisała też elegie i wiersze, których tematem były opisy przyrody. Jej poezja miłosna zawiera subtelne studia psychologiczne zakochanej kobiety.
Kolekcja wierszy Ōtomo no Sakanoue no Iratsume zawartych w „Man’yōshū” liczy 84 utwory; jest to największy zbiór poezji kobiecej w tym dziele, a tylko dwóch autorów ma więcej wierszy niż dama Ōtomo. Jej elegia w stylu chōka jest też najdłuższym wierszem autorstwa kobiety w „Man’yōshū”.